# InfoWorld
InfoWorld è un sito web di informazioni parte del gruppo InfoWorld Media Group, una divisione della IDG (International Data Group). La sede di InfoWorld Media Group è a San Francisco.

MacWorld e PCWorld sono due riviste sorelle di InfoWorld.
La platea di lettori è principalmente composta da professionisti dell'IT e del mondo degli imprenditoriale. Il sito ha una media mensile di 4.5 milioni di visualizzazioni, e di 1.1 milioni di visitatori unici.

## Storia
La testata è stata fondata nel 1978 come Intelligent Machines Journal da Jim Warren e venduta alla IDG a fine 1979. Poco dopo il nome è stato cambiato in InfoWorld. Il 2 aprile 2007 è stato pubblicato l'ultimo numero "cartaceo" di Infoworld, che è rimasto attivo soltanto nella sua versione online.

## Titolari
Titolare del sito è la International Data Group, Inc. (IDG), società operante nel "technology publishing", trattamento di dati con finalità di marketing intelligence, finanziamento di impresa.
La IDG fu fondata nel 1964 a Newtonville nel Massachusetts, da Patrick Joseph McGovern, che, con un patrimonio personale di 5.1 bilioni di dollari, era presente nei "Forbes 400" del 2013, la classifica dei quattrocento uomini più ricchi di America pubblicata dalla rivista Forbes nel mese di Settembre.
La IDG ha sedi operative negli Stati Uniti e, dopo vari trasferimenti della proprietà, è stata acquisita dalla China Oceanwide Holdings Group.
La IDG è proprietaria anche di MacWorld, fondato nel 1984 dalla MacPublishing, un partenariato con la società editrice statunitense Ziff Davis, dalla quale la IDG ha rilevato le quote azionarie nel 2001. Contestualmente nel 1997 uscì l'ultimo numero della rivista cartacea Mac User, dedicata al mondo dei Macintosh.

La IDG opera in 97 Paesi, nei quali pubblica alcune centinaia di riviste specializzate, fra le quali: PC World( edito dalla Ziff Davis negli anni '80), Computerworld, CIO.com (versione web e cartacea), CSO Macworld (csoonline.com/author/Macworld), InfoWorld,  Network World, IDG.tv.